# Мохаммед Таґі Сепегр
Мохаммед Таґі Сепегр Кашані (перс. محمد تقی سپهر; бл. 1801 р. — 29 березня 1880), відомий як Лісан-оль-мольк (араб. لسان الملک "Мова держави") — перський вчений, історик, письменник і поет епохи Каджарів.

## Біографія
Мохаммед Таґі бін мулла Мохаммед Алі Кашані народився в 1801 році хіджри у місті Кашан. У молодості вивчав класичні старовинні науки, словесність і поезію. У підлітковому віці переїхав з Кашана в Тегеран, і вступив на службу до Фетх Алі Хана Саба, головного придворного поета Фатх-Алі Шах Каджара. Разом вони взялися за спільну роботу з написання книги рифм, але через смерть Фетх Алі Саби книга не змогла бути закінчена і Мохаммед Таґі був змушений повернувся в Кашан. Однак, і в Кашані письменник зайняв хорошу посаду: Махмуд-Мірза, син Фатх-Алі Шаха Каджара, хакемран Кашана, взяв молодого поета до свого двору і дарував йому почесне прізвисько «Сепегр», що означає «небесний».
Через деякий час Мохаммед Таґі переведений у Тегеран за наказом Фатх-Алі Шаха Каджара і став членом дивана суддів. У 1830 році разом з ним поїхав у Фарс. Після смерті падишаха в черговий раз повернувся в Кашан, але незабаром знову переїхав до столиці: запанувавший Мохаммед-шах запросив Кашані на посаду свого керуючого і той з радістю погодився. Цю посаду Мохаммед Таґі займав аж до самої смерті Мохаммед-шаха в 1848 році. 
Під час правління Мохаммед-шаха, Сепегр взявся за написання книги «Насх ат-Таваріх» — «коротке історіописання». Ця праця освячувала світову історію від Адама до 1273 року місячної хіджри.
Після вступу на престол Насер ед-Дін Шаха, Сепегр отримав в управління шахрестан Кашан і був там до 1851, поки шах не повернувся зі своєї подорожі в Ірак та Ісфахан. З прибуттям правителя він відразу пішов до його двору в Тегеран. Кашані були доручені обов'язки читання і правки того, що шах писав особисто, також його роботою було редагування царських указів. У 1856 році він отримав почесний титул «Лісан уль-мольк», тобто «Мова держави», пізніше увійшов до складу законорадницького органу маслахат-хане. У 1874 році по хіджрі, коли Етезад ас-Салтане став на чолі загальнодержавного представницького органу "Тарбійят Маджаліс Танзімат Хасанедар велойат мамалек махрусе", Сепегр став першим скарбником і був удостоєний титулу хана. Помер у місяць Рабі уль-ахір 1297 року хіджри, тобто в березні 1880 року, в Тегерані. Тіло перенесено і поховано в місті Наджаф.
Варто відзначити, що відомі іранські поети XX століття Сограб Сепегрі і Маасор Кашані доводилися родичами Мохаммеду Таґі Сепегру.
Мохаммед Таґі Сепегр, крім історії та літератури, займався іншими науками, включаючи математику і філософію, значно досягнувши успіху в них. Він був автором таких творів, як «Айне-є Джахан-наме» (Дзеркало досконалого світу), «Секрети вогнів» про чесноти шиїтських імамів, «Відкриття персів у словесних науках», «Війни в історії»  і, звичайно ж, він залишив «Диван» своїх віршів.